# 爱情与灵药
是一部2010年的美國浪漫喜劇電影，由愛德華·茲維克執導、監製和編劇，改編自傑米·雷迪的非虛構書籍《Hard Sell: The Evolution of a Viagra Salesman》。本片由積·佳蘭賀和安妮·海瑟薇分飾男女主角，這是他們繼《斷背山》之後的又一次合作。故事講述医药销售員杰米邂逅罹患帕金森症的女性玛姬，從中延伸的際遇。
本片於2010年11月24日在北美上映，12月30日在香港上映，2011年1月6日在新加坡上映。。電影整體評價褒貶不一，積·佳蘭賀與安妮·海瑟薇的演技獲得肯定，受批評的部分則在於電影基調與劇情設計混雜散亂。安妮·夏菲維在戲中有裸露乳房和臀部的鏡頭。

## 劇情
杰米（積·佳蘭賀 饰）出身医药世家，是电器行的金牌销售，因为跟女同事在工作时间亲热，被老板开除。此后，他成为了一名医药销售代表。为了能打开区域市场，他摸清了某医院的底细，决定从主治医师斯坦下手。某日，他偶然间邂逅了因帕金森症就诊的女患者玛姬（安妮·海瑟薇 饰），并陰錯陽差瞥见了她的乳房。正当花花公子以为占了便宜时，却被玛姬抡包打伤，甚至还拍了照片。为了讨回声誉，他利用关系要到了对方号码，并约她面谈。没想到却让两人陷入了匪夷所思的亲密关系之中，令他难以自拔。正当杰米因伟哥成为销售红人时，玛姬的病況却每况愈下……

## 演員
- 積·佳蘭賀 飾演 傑米·蘭德爾（Jamie Randall）
- 安妮·海瑟薇 飾演 麥琪·默多克（Maggie Murdock）
- 喬許·蓋德 飾演 約什·蘭德爾（Josh Randall）
- 朱迪·格雷爾 飾演 辛蒂（Cindy）
- 基貝爾·麥治 飾演 特雷·哈里根（Trey Hannigan）
- 妮基·迪洛許（英语：Nikki DeLoach） 飾演 克里斯蒂（Christy）
- 奧立佛·普雷特 飾演 布魯斯·傑克遜（Bruce Jackson）
- 漢克·阿扎里亞 飾演 奈特醫生（Dr. Stan Knight）
- 喬治·席格（英语：George Segal） 飾演 詹姆斯·蘭德爾醫生（Dr. James Randall）
- 姬兒·克萊寶 飾演 南茜·蘭德爾（Nancy Randall）
- 凱瑟琳·溫妮柯（英语：Katheryn Winnick） 飾演 莉莎（Lisa）

## 反響

### 榮譽
| 獎項               | 類別                       | 提名人      | 結果 |
| ------------------ | -------------------------- | ----------- | ---- |
| 第68屆金球獎       | 音樂或喜劇類電影最佳男演員 | 積·佳蘭賀   | 提名 |
| 第68屆金球獎       | 音樂或喜劇類電影最佳女演員 | 安妮·海瑟薇 | 提名 |
| 2010年金衛星獎     | 音樂或喜劇類電影最佳男演員 | 積·佳蘭賀   | 提名 |
| 2010年金衛星獎     | 音樂或喜劇類電影最佳女演員 | 安妮·海瑟薇 | 獲獎 |
| 華盛頓影評人協會獎 | 最佳女演員                 | 安妮·海瑟薇 | 提名 |

## 外部連結
- 互联网电影数据库（IMDb）上《爱情与灵药》的资料（英文）
- AllMovie上《爱情与灵药》的资料（英文）
- Box Office Mojo上《爱情与灵药》的資料（英文）
- 爛番茄上《爱情与灵药》的資料（英文）
- Metacritic上《爱情与灵药》的資料（英文）
- 豆瓣电影上《爱情与灵药》的資料 （简体中文）